# Geranomyia aneura
Geranomyia aneura är en tvåvingeart som först beskrevs av Alexander 1971.  Geranomyia aneura ingår i släktet Geranomyia och familjen småharkrankar.
Artens utbredningsområde är Panama. Inga underarter finns listade i Catalogue of Life.